# Żmuda III

Żmuda III

Żmuda III (Zmuda, Schmude, Księżyc odmienny) – kaszubski herb szlachecki, według Przemysława Pragerta odmiana herbu Księżyc.

## Opis herbu
Herb znany przynajmniej w czterech wariantach. Opisy z wykorzystaniem zasad blazonowania, zaproponowanych przez Alfreda Znamierowskiego:
Żmuda III (Zmuda, Schmude, Księżyc odmienny): W polu błękitnym półksiężyc z twarzą srebrny w prawo, nad którym gwiazda złota. Klejnot: nad hełmem bez korony trzy róże czerwone na łodygach ulistnionych w wachlarz. Labry: błękitne, podbite srebrem.
Żmuda IIIa (Schmude, Księżyc odmienny): Gwiazdy są dwie, w pas.
Żmuda IIIb (Schmude, Zmuda-Trzebiatowski, Księżyc odmienny, Trzy gwiazdy odmienny): W polu błękitnym półksiężyc złoty nad którym trzy takież gwiazdy w pas. Klejnot: nad hełmem bez korony gołąb srebrny. Labry: błękitne, podbite złotem.
Żmuda IIIc (Schmude, Zmuda, Księżyc odmienny): W polu błękitnym półksiężyc złoty nad którym trzy takież gwiazdy (1 i 2). Klejnot: trzy róże czerwone na łodygach ulistnionych w wachlarz. Labry: błękitne, podbite złotem.

## Najwcześniejsze wzmianki
Wariant podstawowy pochodzi z pieczęci z połowy XVII wieku, podpisanej J. v. S., a opublikował go Nowy Siebmacher. Ponadto przytacza go badacz dziejów rodziny Żmudów, Heinrich von Schmude. Wariant IIIa znany tylko Siebmacherowi. Wariant IIIc oprócz wymienionych autorów, przytacza także Żernicki (Der polnische Adel, Die polnischen Stammwappen). Według Siebmachera, herb ten jest błędny.

## Rodzina Żmuda
Warianty III i IIIa były używane przez nieznane gałęzie Żmudów. Wariant IIIb miał być herbem Żmudow-Trzebiatowskich, mających w XVII wieku dział w Brzeźnie Szlacheckim. Herb ten nawiązuje do herbu Żmuda klejnotem. Wariant IIIc miał być jednym z herbów gałęzi z Gostkowa.

## Herbowni
Żmuda (Zmuda, Schmude). Wariant IIIb miał być jednym z herbów Żmudów-Trzebiatowskich.
Rodzina nosząca nazwisko lub przydomek Żmuda nosiła wiele innych herbów. Pełna lista dostępna w haśle Żmuda. Niemal identyczny herb jak wariant IIIc, nosiła rodzina Kowalk.